# MSC Jarmen
Der Motoballsportclub Jarmen e.V. im ADAC ist ein Motorsportverein aus Jarmen im Landkreis Vorpommern-Greifswald in Mecklenburg-Vorpommern. Der MSC Jarmen ist auf Motoball spezialisiert und spielt in der Motoball-Bundesliga – Gruppe Nord.
Der Verein wurde 1972 in Jarmen gegründet. Die ersten Motorräder wurden durch Eigenleistung der damaligen Mitglieder für Motoball tauglich gemacht. Unterstützung erhielten die Jarmener durch den MC Malchin. Der Jarmener Verein wurde eine eigene Sportgruppe des ADMVs. Das erste Spiel gegen eine auswärtige Mannschaft fand 1974 gegen den MC Malchin statt und endete mit einer 0:7-Niederlage. 1975 gelang der erste Sieg gegen die zweite Mannschaft des MC Malchin.
In den Jahren 1986, 1988 und 1990 wurde der MSC Jarmen DDR-Meister. Jarmener Motoballer wurden in die Nationalmannschaft der DDR aufgenommen und nahmen mit dieser an der Europameisterschaft 1990 im Spiel gegen die Niederlande teil.
2003 fand das Endspiel um die Deutsche Motoball-Meisterschaft in Jarmen statt. 2005 wurde eine Jugendgruppe gegründet.
Neben dem 1. MBC 70/90 Halle und dem MSC Kobra Malchin ist der MSC Jarmen derzeit einer von drei Motoball-Bundesligavereinen in Ostdeutschland.

## Erfolge
Der MSC Jarmen spielt in der Motoball-Bundesliga – Gruppe Nord:
- 2000: 3. Platz
- 2001: 4. Platz
- 2002: 1. Platz
- 2003: 1. Platz
- 2004: 2. Platz
- 2005: 1. Platz
- 2006: 2. Platz
- 2007: 3. Platz
- 2008: 1. Platz
- 2009: 2. Platz